# Wirtschaftsprüfung
Unter Wirtschaftsprüfung versteht man die Prüfung der Finanzberichterstattung von Unternehmen nach den jeweils geltenden Rechnungslegungsstandards, insbesondere im Rahmen der für mittelgroße und große Kapitalgesellschaften gesetzlich vorgeschriebenen Jahresabschlussprüfung. Unter den Begriff fällt die Prüfung der Buchhaltung und der Bilanzierung. Eine Beurteilung der Wirtschaftlichkeit erfolgt nur insoweit, als festgestellt wird, ob eine Unternehmensfortführung wahrscheinlich ist. In der Theorie wird bei einer Wirtschaftsprüfung ein Ist- mit einem Soll-Zustand verglichen und auf der Grundlage der Abweichung ein entsprechendes Prüftestat entweder uneingeschränkt oder eingeschränkt erteilt oder verweigert.
Dadurch soll sichergestellt werden, dass die Abschlussadressaten (u. a. Investoren, Lieferanten, Kreditgeber, Mitarbeiter) den Informationen des Jahresabschlusses vertrauen können (Informationsfunktion), ein korrekter Gewinnausweis erfolgt (Zahlungsbemessungsfunktion) sowie auch mittelbar die korrekte Steuerlast (Maßgeblichkeit der Handelsbilanz für die Steuerbilanz). Je nach Rechnungslegungsstandard überwiegen bestimmte Funktionen, was sich durch unterschiedliche Ansatz- und Bewertungskriterien widerspiegelt.
Wirtschaftsprüfung dürfen nur nach der Wirtschaftsprüferordnung (WPO) zugelassene Wirtschaftsprüfer oder vereidigte Buchprüfer mit Unterstützung weiterer Mitarbeiter (Assistenten ohne Examen) durchführen. Davon zu unterscheiden ist eine Kontrolle durch Mitarbeiter des geprüften Unternehmens, die man dann als Innenrevision bezeichnet, oder eine Kontrolle der Finanzen eines Vereins durch aus dem Mitgliederkreis gewählte Rechnungsprüfer (Rechnungsprüfung).

## Geschichte
Bereits in alten babylonischen und ägyptischen Aufzeichnungen sind Hinweise auf Kontrollen zu finden. Das Römische Reich hatte bereits ein sehr ausgefeiltes System von Kontrollen für Finanzbeamte. 

### Entstehung in Deutschland
In Deutschland entstand die erste staatliche Rechnungskontrollbehörde 1701. Die erste Verpflichtung zur Prüfung ergab sich in Deutschland 1870 mit der 1. Aktienrechtsnovelle. Eine Kommanditgesellschaft auf Aktien (KGaA) oder eine Aktiengesellschaft (AG) musste verpflichtend einen Aufsichtsrat haben. Der Aufsichtsrat war verpflichtet, den Jahresabschluss zu prüfen und der Hauptversammlung über die Ergebnisse zu berichten. 1884 wurde das Aktienrecht erneut überarbeitet (2. Aktienrechtsnovelle). Die Prüfung der Bilanz konnten KGaA oder AG von besonderen Revisoren (externen Prüfern) durchführen lassen. Unter bestimmten Bedingungen (siehe Artikel 209h der 2. Aktienrechtsnovelle) mussten Gesellschaften ihren Jahresabschluss von besonderen Revisoren überprüfen lassen.
Der Beruf des Bücherrevisors entstand durch die „Gewerbeordnung für das Deutsche Reich“ in der Fassung vom 26. Juli 1900. Die Handelshochschule Leipzig bot 1907 erstmals den zweisemestrigen Studiengang Diplom-Bücherrevisor an.:233
1896 wurde der Verband Berliner Bücherrevisoren gegründet, welcher 1905 zum „Verband Deutscher Bücherrevisoren“ (VDB) wurde. Damit war der erste Zusammenschluss von Einzelrevisoren entstanden. 1929 waren 853 Revisoren Mitglied beim VDB.
Im Sommer des Jahres 1929 brach mit der Frankfurter Allgemeine Versicherungs AG (FAVAG) das zweitgrößte Versicherungsunternehmen der Weimarer Republik  zusammen. Die FAVAG hatte jahrelang versicherungsfremde Investitionen mit hohem Risiko getätigt. Buchungskonten und die Bilanz wurden dafür genutzt, um die finanzielle Schieflage des Unternehmens zu verschleiern.:10 Die Konzernteile mit Versicherungsbezug integrierte die Allianz in ihren Konzern, die restlichen Teile der FAVAG wurden abgewickelt.
Eine bereits 1928 initiierte Reform der Aktienrechts stellte die „Publizität der Unternehmensverhältnisse und Kontrolle der Unternehmensverwaltungen“ in den Mittelpunkt. Insbesondere wurde die Einführung einer Pflicht zur Abschlussprüfung diskutiert:10 Mit dem Hintergrund des Zusammenbruchs der FAVAG und um Teile der Reform zu beschleunigen wurde am 19. September 1931 die „Verordnung des Reichspräsidenten über Aktienrecht, Bankenaufsicht und über eine Steueramnestie“ (VO) veröffentlicht. Sie enthält unter anderem Vorschriften zur Offenlegungspflicht (Geschäftsbericht, Jahresabschluss und Abschlussprüfung). Bilanzprüfer durften nur in der Buchführung gebildete und erfahrene Personen sein. Nur wenn einer der Inhaber, Vorstandsmitglieder oder Geschäftsführer in der Buchführung gebildet und erfahren war, durften Prüfungsgesellschaften Bilanzen überprüfen.:15 f.
Der Beruf des Wirtschaftsprüfers entstand durch die 1. Durchführungsverordnung zur VO am 15. Dezember 1931. Wirtschaftsprüfer mussten öffentlich bestellt und Prüfungsgesellschaften eingetragen sein.:16
Die Länder des Deutschen Reiches legten „den rechtlichen und institutionellen Rahmen“ für den neuen Beruf fest. Als Voraussetzungen für eine Zulassung wurde „ein Mindestalter von 30 Jahren, eine sechsjährige praktische Tätigkeit“ („davon mindestens drei Jahre Revisionstätigkeit“) und die „Ablegung einer Fachprüfung“ definiert. Bewährte Praktiker konnten sich „in einer fünfjährigen Übergangsphase von der Fachprüfung befreien“ lassen. Antragsteller mussten entweder „zeichnungsberechtigte Vertreter eines Einzeltreuhänders oder einer Treuhandgesellschaft“ oder hauptberuflich Revisor sein.:244 1931 entstanden zwölf Zulassungs- und Prüfungsstellen für Wirtschaftsprüfer.:17 Die Hauptstelle wurde beim Deutschen Industrie- und Handelstag in Berlin errichtet.
Anfang 1932 waren in Deutschland ungefähr 280 Wirtschaftsprüfer bestellt und 32 Wirtschaftsprüfungsgesellschaften eingetragen.:21
Am 1. Februar 1932 entstand das Institut der Wirtschaftsprüfer e. V. (IDW) in Berlin. Mitglied des IDW konnten nur Wirtschaftsprüfer und Wirtschaftsprüfungsgesellschaften werden.:21 f.
Die „Verordnung über den Zusammenschluss auf dem Gebiet des wirtschaftlichen Prüfungs- und Treuhandwesens“ vom 23. März 1943 schloss „Wirtschaftsprüfer, Wirtschaftsprüfungsgesellschaften und vereidigte Buchprüfer (vereidigte Bücherrevisoren)“ in der „Reichskammer der Wirtschaftstreuhänder“ zusammen. Die „Hauptstelle für die öffentlich bestellten Wirtschaftsprüfer“ und die „Hauptstelle für das Prüfungs- und Treuhandwesen“ wurden zur „Hauptstelle für das Wirtschaftstreuhandwesen“ mit Sitz in Berlin zusammengelegt. Die öffentliche Bestellung und die Vereidigung der Wirtschaftsprüfer und Buchprüfer wurde durch den Reichswirtschaftsminister geregelt. Die Berufsbezeichnung „vereidigter Bücherrevisor“ wurde durch „vereidigter Bücherprüfer“ ersetzt.
Am 22. Januar 2005 erfolgte die Gründung des Vereins wp.net e. V. als Interessensvertretung der mittelständischen Wirtschaftsprüfung für kleine WP-Kanzleien, Einzelpraxen und vereidigte Buchprüfer. Die größten Erfolge von wp.net waren die Einführung der demokratischen Briefwahl bei den WPK Beiratswahlen mit Unterstützung des damaligen Wirtschaftsministers zu Gutenberg. Am 1. April 2010 wird die Briefwahl in der WPO verankert. Die WPK passt in Folge die Kammersatzung und die Wahlordnung an. Im Jahr 2011 gewinnt die von Michael Gschrei angeführte wp.net-Liste bei den ersten WPK Beirats-Briefwahlen alle WP-Sitze. Die WPK begeht unter dem WPK-Präsidenten Michael Gschrei am 15. November ihr 50-jähriges Bestehen in Berlin.

### Entwicklung seit den 1990er Jahren
Oft führten spektakuläre Unternehmenskrisen zu Veränderungen der Prüfungsauflagen. Die Pleite des Bauunternehmers Jürgen Schneider führte 1994 zu einer Verschärfung der Kreditprüfungsregeln für Banken in Deutschland.
Vielfältige Gründe wie fehlendes Risikomanagement, unzureichende Überwachung der Finanzbuchhaltung bzw. des Rechnungswesens oder persönliches Fehlverhalten führten zur Zahlungsunfähigkeit von anderen Unternehmen. Dazu zählten unter anderem zwischen 1993 und 2002 die Metallgesellschaft, der Baukonzern Philipp Holzmann AG, der Computerhändler Escom oder die Großwerft Bremer Vulkan.
Mit Zielsetzung einer besseren Unternehmensüberwachung und mehr Transparenz für die (ausländischen) Anleger, trat im Mai 1998 das Gesetz zur Kontrolle und Transparenz im Unternehmensbereich (KonTraG) in Kraft.
Nach Bilanzmanipulationen bei dem Großkonzern Enron und dem Telekommunikationskonzern Worldcom trat im Juli 2002 in den USA der Sarbanes-Oxley Act (SOX) in Kraft. Dem Gesetz unterliegen amerikanische Unternehmen, ebenso wie deren Tochtergesellschaften im Ausland und nicht-amerikanische Unternehmen, die an amerikanischen Börsen gehandelt werden.
Im Juni 2006 trat die europäische „Achte Richtlinie 2006/43/EG“ (auch Abschlussprüfungsrichtlinie (EuroSOX) genannt) in Anlehnung an das amerikanische SOX-Gesetz im Juni 2006 in Kraft. Das Gesetz definiert Mindestanforderungen für Unternehmen für ein Risikomanagement und legt Pflichten der Abschlussprüfer fest.
Der deutsche Gesetzgeber setzte die Vorgaben der Euro-SOX-Richtlinie im Bilanzmodernisierungsgesetz (BilMoG) im Mai 2009 um.

## Der Markt der Wirtschaftsprüfungs- und Steuerberatungsgesellschaften in Deutschland
2018 bestimmten die folgenden Anbieter maßgeblich den deutschen Markt für Wirtschaftsprüfung und Steuerberatung – wobei die Big Four der Wirtschaftsprüfungsgesellschaften, wie auch international, klare Marktführer sind.
| Rang | Unternehmen                                                              | Umsatz in Deutschland in Mio. Euro (2018) | Mitarbeiterzahl in Deutschland (2018) | Umsatz in Deutschland in Mio. Euro (2017) | Mitarbeiterzahl in Deutschland (2017) | Umsatz in Deutschland in Mio. Euro (2016) | Mitarbeiterzahl in Deutschland (2016) | Umsatz in Deutschland in Mio. Euro (2015) | Mitarbeiterzahl in Deutschland (2015) |
| ---- | ------------------------------------------------------------------------ | ----------------------------------------- | ------------------------------------- | ----------------------------------------- | ------------------------------------- | ----------------------------------------- | ------------------------------------- | ----------------------------------------- | ------------------------------------- |
| 1    | PwC GmbH, Frankfurt am Main 1)                                           | 2.156,62                                  | 11.145                                | 2.070,0                                   | 10.627                                | 1.898,0                                   | 10.364                                | 1.636,0                                   | 9.804                                 |
| 2    | Ernst & Young Gruppe, Stuttgart                                          | 1.970,0                                   | 10.705                                | 1.828,0                                   | 9.937                                 | 1.573,0                                   | 9.437                                 | 1.531,0                                   | 8.854                                 |
| 3    | KPMG AG, Berlin                                                          | 1.830,0                                   | 11.700                                | 1.660,0                                   | 10.451                                | 1.600,0                                   | 10.464                                | 1.506,0                                   | 9.800                                 |
| 4    | Deloitte GmbH, München                                                   | 1.465,0                                   | 7.931                                 | 1.335,5                                   | 6.566                                 | 963,4                                     | 5.731                                 | 789,6                                     | 5.098                                 |
| 5    | BDO AG, Hamburg                                                          | 241,3                                     | 1.794                                 | 230,2                                     | 1.705                                 | 214,9                                     | 1.690                                 | 212,2                                     | 1.694                                 |
| 6    | Rödl & Partner GmbH, Nürnberg                                            | 236,1                                     | 1.930                                 | 218,7                                     | 1.900                                 | 201,9                                     | 1.810                                 | 183,2                                     | 1.667                                 |
| 7    | Ebner Stolz PG mbB, Stuttgart                                            | 213,2                                     | 1.398                                 | 196,5                                     | 1.270                                 | 180,7                                     | 1.178                                 | 167,8                                     | 1.080                                 |
| 8    | Baker Tilly GmbH & Co. KG Wirtschaftsprüfungsgesellschaft, Düsseldorf 2) | 151,7                                     | 1.040                                 | 147,5                                     | 1.030                                 | 139,8                                     | 1.030                                 | 137,5                                     | 1.025                                 |
| 9    | Mazars GmbH & Co. KG, Hamburg                                            | 143,0                                     | 1.312                                 | 135,3                                     | 1.277                                 | 124,4                                     | 1.163                                 | 114,0                                     | 993                                   |
| 10   | Warth & Klein Grant Thornton AG, Düsseldorf                              | 104,7                                     | 889                                   | 96,2                                      | 783                                   | 87,8                                      | 749                                   | 85,9                                      | 692                                   |

- 1) Zum 1. März 2017 Umfirmierung der PwC AG in PwC GmbH.
- 2) Der Name „Baker Tilly Roelfs“ wurde am 10. April 2017 in „Baker Tilly“ umbenannt.

Die Aufnahme in dieses Ranking unterliegt genau definierten Kriterien. Mehr als 60 Prozent des Umsatzes werden mit Wirtschaftsprüfung, Steuerberatung (ohne Steuerdeklaration und Buchhaltung), Corporate Finance und/oder Rechtsberatung erzielt, wovon mindestens 15 Prozent auf Wirtschaftsprüfung (reine Abschlussprüfung, ohne Beratung) entfallen. Weiterhin sind nur selbstständig organisierte Wirtschaftsprüfungs-Gesellschaften (keine Netzwerkgesellschaften oder Allianzen) gelistet.
Zum Stichtag 1. Juli 2015 waren in der Wirtschaftsprüferkammer (WPK), Berlin, 2.880 Wirtschaftsprüfungsgesellschaften vertreten. Dabei zählte die Kammer 14.577 Wirtschaftsprüfer und 3.039 vereidigte Buchprüfer zu ihren Mitgliedern. Nach § 27 WPO können Wirtschaftsprüfungsgesellschaften in der Rechtsform der AG, SE, KGaA, GmbH, OHG, KG oder Partnerschaftsgesellschaft verfasst sein und muss als solche durch die Wirtschaftsprüferkammer nach § 1 III WPO anerkannt sein. Die Mehrheit der Vorstandsmitglieder, Geschäftsführer und persönlich haftenden Gesellschafter muss Wirtschaftsprüfer sein (§ 28 I WPO).

## Ablauf einer Prüfung

### Grundlagen
Wirtschaftsprüfer üben einen freien Beruf aus, der einen rechtlichen Rahmen durch eine Vielzahl gesetzlicher Vorschriften erhält, insbesondere die Wirtschaftsprüferordnung und das Handelsgesetzbuch. Hinzu kommen standesrechtliche Berufsgrundsätze, die zwar formell keine Gesetze sind, aber für die Wirtschaftsprüfer herausragende Bedeutung haben.
Dies sind die Grundsätze ordnungsmäßiger Abschlussprüfung, wie sie vom Institut der Wirtschaftsprüfer in Deutschland e. V. (IDW) formuliert werden. Insbesondere die Prüfungsstandards geben dem Wirtschaftsprüfer sehr detailliert vor, wie Aufträge anzunehmen, zu planen, durchzuführen und zu dokumentieren sind.
Den Prüfungsstandards kommt dabei insofern Quasi-Gesetzesrang zu, als der Berufsstand der Wirtschaftsprüfer fast durchgängig der Ansicht ist, dass die Nichtanwendung der Standards ohne ausreichende Dokumentation eine Berufspflichtverletzung ist. Die Verletzung von Berufspflichten kann durch die Wirtschaftsprüferkammer sanktioniert werden.
Der Gegenstand und Umfang der Abschlussprüfung wird nach nationalen Rechtsnormen anhand folgender Tabelle für ausgewählte Rechtsformen dargestellt:
| rechenschaftspflichtige Unternehmen | Prüfungspflicht: Gegenstand der Abschlussprüfung |
| --- | --- |
| Kleinstkapitalgesellschaften (AG, GmbH, KgaA, UG) (§ 267a HGB) | § 316 I 1 HGB i. V. m. § 267a II HGB: keine Prüfungspflicht |
| kleine Kapitalgesellschaften (§ 267 I und IV HGB[Paragraf fehlt]) | § 316 I 1 HGB: keine Prüfungspflicht |
| mittelgroße Kapitalgesellschaften (267.html § 267 II & IV HGB) | § 316 I 1 HGB: Einzelabschluss, Lagebericht |
| große Kapitalgesellschaften (§ 267 III HGB) | § 316 I 1 HGB: Einzelabschluss, Lagebericht |
| kapitalmarktorientierte (Wertpapiere werden an einem organisierten Markt i. S. d. § 2 V WpHG i. S. des § 2 I 1 HGB gehandelt oder deren Zulassung wurde beantragt) Kapitalgesellschaften (§ 264 I 2 HGB)                                                               | § 316 I 1 HGB: Einzelabschluss einschließlich Kapitalflussrechnung, Eigenkapitalspiegel und wahlweise Segmentberichterstattung (§ 264 I 2 HGB), Lagebericht |
| börsennotierte Kapitalgesellschaften (§ 3 II AktG: Aktien einer Gesellschaft zu einem Markt zugelassen sind, der von staatlich anerkannten Stellen geregelt und überwacht wird, regelmäßig stattfindet und für das Publikum mittelbar oder unmittelbar zugänglich ist) | § 316 I 1 HGB: Einzelabschluss einschließlich Kapitalflussrechnung, Eigenkapitalspiegel und wahlweise Segmentberichterstattung (§ 264 I 2 HGB), Lagebericht § 317 IV HGB (bei AG): Vorhandensein und Effektivität des vorgeschriebenen Risikomanagementsystems nach § 91 II AktG |
| nicht kapitalmarktorientierte Konzerne, deren Mutterunternehmen als Kapitalgesellschaft firmieren und bei denen die Befreiungsvorschriften der §§ 291 bis 293 HGB nicht greifen                                                                                        | § 316 II HGB: Konzernabschluss einschließlich Kapitalflussrechnung, Eigenkapitalspiegel und wahlweise Segmentberichterstattung (§ 297 I HGB), Konzernlagebericht |
| kapitalmarktorientierte Konzerne, deren Mutterunternehmen als Kapitalgesellschaft firmieren und bei denen die Befreiungsvorschriften der §§ 291 bis 293 HGB nicht greifen                                                                                              | alle Bestandteile des IFRS-Konzernabschlusses zzgl. des Konzernlageberichts nach § 315 HGB (§ 315a I HGB) aber: Prüfungspflicht gemäß § 316 II HGB |
| sehr große Unternehmen, die nicht in der Rechtsform einer Kapitalgesellschaft firmieren und bestimmte Größenkritierien und bestimmte Größenkriterien übersteigen (§ 1 I PublG)                                                                                         | § 6 I PublG; Einzelabschluss und Konzernabschluss |
| Konzerne, deren Mutterunternehmen nicht in der Rechtsform einer Kapitalgesellschaft firmieren und die auf Konzernebene bestimmte Größenkriterien übersteigen (§ 11 PublG)                                                                                              | § 14 I PublG; Einzelabschluss und Konzernabschluss |

Zusätzliche Informationen im Geschäftsbericht sind nicht prüfungspflichtig, sollten aber vom Abschlussprüfer kritisch betrachtet werden, da Unstimmigkeiten die Glaubwürdigkeit der veröffentlichten Informationen beeinträchtigen können.

### Rahmenbedingungen
Ziel einer Abschlussprüfung ist es, dem Abschlussprüfer die Abgabe eines Urteils darüber zu ermöglichen, ob der Jahresabschluss mit den relevanten gesetzlichen und den ergänzenden Bestimmungen des Gesellschaftsvertrags oder der Satzung im Einklang steht. Daraus leiten sich die Zielgrößen der Effektivität (Erlangung eines Urteils mit hinreichender Urteilssicherheit) und Effizienz (Wirtschaftlichkeit) des Prüfungsprozesses ab. Vor diesem Hintergrund hat der Abschlussprüfer bei der Erarbeitung einer Prüfungsstrategie insbesondere das Risiko und die Wesentlichkeit zu beachten.

#### Prüfungsrisiko
Das Prüfungsrisiko in der Jahresabschlussprüfung beschreibt das Risiko, dass vom Abschlussprüfer ein Bestätigungsvermerk erteilt wird, obwohl im Jahresabschluss wesentliche Fehler enthalten sind. Diese Fehler können dazu führen, dass über den von der Prüfungsgesellschaft ausgestellten Comfort Letter die prüfende Gesellschaft in Haftung genommen wird.
Bei dem Prüfungsrisiko unterscheidet man
- das Fehlerrisiko mit
  - dem inhärenten Risiko: dies ist die Wahrscheinlichkeit, dass überhaupt Fehler im Jahresabschluss enthalten sind,
  - dem Kontrollrisiko: Wahrscheinlichkeit, dass Fehler enthalten sind, welche nicht durch interne Kontrollmechanismen z. B. die Interne Revision entdeckt werden und
- das Entdeckungsrisiko: die Wahrscheinlichkeit, dass der Abschlussprüfer wesentliche Fehler nicht entdeckt.

#### Wesentlichkeit
Vor dem Hintergrund des Prüfungsziels der Wirtschaftlichkeit und der Definition des Prüfungsrisikos ergibt sich der Grundsatz der Wesentlichkeit. Durch dieses Konzept soll eine Konzentration der Prüfung auf entscheidungsrelevante Sachverhalte gewährleistet werden. Die Festlegung der Wesentlichkeit liegt dabei im Ermessen des Abschlussprüfers.

### Prüfungstechniken
Eine Prüfung erfolgt in der Regel durch Stichproben. Dabei wird in Bereichen mit hohem Risiko eine vergleichsweise hohe Stichprobenanzahl verwendet. Der Abschlussprüfer legt vor dem Beginn der eigentlichen Prüfungshandlungen fest, nach welchen Kriterien Fehler als unwesentlich anzusehen sind und wann sie als wesentliche Fehler Einfluss auf den Bestätigungsvermerk nehmen. Diese Kriterien werden sowohl für den Gesamtbereich als auch für die einzelnen Prüfungsfelder festgelegt.
Die Prüfungstechniken können in die
- Systemprüfung (z. B. Prüfung des Internen Kontrollsystems oder Lohn- und Gehaltsabrechnungssystems) mit
  - Aufbauprüfung und
  - Funktionsprüfung sowie die
- aussagebezogene Prüfung mit
  - analytischen Prüfungshandlungen und
  - Einzelfallprüfung

unterteilt werden.

## Arten von Prüfungen
Das Hauptgebiet der Tätigkeit von Wirtschaftsprüfern ist die Jahresabschlussprüfung. Daneben werden Zwischenabschlüsse geprüft, etwa bei Unternehmensveräußerungen, Umwandlungen oder anderen Strukturveränderungen. Selten, aber besonders arbeitsintensiv sind Sonderprüfungen zur Aufdeckung vermuteter Unregelmäßigkeiten.

## Kritik
Von Seiten der Wissenschaft und der Praxis wird immer wieder Kritik an der Konzeption der Wirtschaftsprüfung geübt, da ein Wirtschaftsprüfer bei jeder Prüfung in dem Zielkonflikt steckt, einerseits sorgfältig – seinem Auftraggeber gegenüber kritisch – zu prüfen und andererseits wieder den Prüfungsauftrag für das nächste Jahr zu bekommen. Allerdings wird i. d. R. auch der Auftraggeber daran interessiert sein, wirtschaftliche Entscheidungen auf der Grundlage eines Rechenwerks zu treffen, das die Unternehmenslage richtig abbildet. Der Markt der Wirtschaftsprüfungen wird zum größten Teil von vier großen Unternehmen kontrolliert, den sog. Big Four, und ist durch einen intensiven Wettbewerb gekennzeichnet. In der Vergangenheit wurden Wirtschaftsprüfungen häufig genutzt, um an lukrativere Aufträge in der Unternehmensberatung zu kommen; das hat teilweise zu Gesetzesänderungen geführt.
Der deutsche Gesetzgeber hat mit dem Bilanzrechtsreformgesetz unter anderem § 319a HGB neu eingeführt, der besondere Ausschlussgründe für den Abschlussprüfer konstituiert. So gibt es u. a. das Verbot, Prüfungs- und bestimmte Beratungsleistungen bei demselben Mandanten zu erbringen. Faktisch sind Einschränkungen des Testats selten – gemessen an der Gesamtzahl geprüfter Jahres- und Konzernabschlüsse. Auch in Deutschland gab es trotz eines ausgebauten Systems der Unternehmensprüfung eine Reihe großer Bilanzskandale und Unternehmenszusammenbrüche, bei denen die Wirtschaftsprüfer keine Einschränkung in das Testat geschrieben hatten, z. B. der Skandal um den Zusammenbruch der Bankgesellschaft Berlin.
Andererseits weist das Testat des Wirtschaftsprüfers darauf hin, dass das Ergebnis der Prüfung nur mit „hinreichender Sicherheit“ festgestellt werden kann. Ein Schutz gegen betrügerisches Verhalten wird durch das Testat nicht gewährleistet.